# Cecropia longipes
Cecropia longipes är en nässelväxtart som beskrevs av Henri François Pittier. Cecropia longipes ingår i släktet Cecropia och familjen nässelväxter. Inga underarter finns listade i Catalogue of Life.